# Renaissance du Lille Ancien
Renaissance du Lille Ancien  est une association de sauvegarde du patrimoine architectural et urbain de Lille fondée en 1964 dont l’action s’est étendue en 2016 à la région et au soutien financier par création d'une fondation.

## Création
L’association Renaissance du Lille Ancien a été créée  le 18 février 1964 pour la sauvegarde des monuments et sites de la métropole  et leur mise en valeur sur le constat du manque d’intérêt pour le  patrimoine de Lille et de son état d’abandon  général. Cette création faisait suite aux destructions et menaces de disparition de bâtiments historiques lors de la rénovation en cours à cette date du quartier Saint-Sauveur.
Sa fondatrice Madame Thiriez-Six, Présidente de la Section départementale du Nord de Vieilles maisons françaises faisait partie d’une famille de grands industriels textiles du Nord.
Des commissions sont créées : recensement des monuments, archives, arts, technique, juridique, sociale (relogement), propagande et relations avec les médias.

## Action de l’association en matière d’urbanisme
À la suite des travaux de la Commission de recensement en son sein, l’association a adressé en mars 1965 un dossier de demande de secteur sauvegardé au Ministère des Affaires culturelles comprenant 3 rapports, historique établi par Louis Trenard, géographique par André Gamblin et esthétique par Michel Marcq. La demande de la Ville de Lille en juin 1965 dans ce sens obtient l’accord du Ministère en juin 1967 pour la création d’un secteur de 58 ha.  
L’association s’est opposée dans les années 1970 au projet de percée de la Treille, axe routier  à 4 voies qui  aurait relié la gare au  boulevard de la Liberté par la rue des Canonniers (seul tronçon réalisé), la place aux Bleuets, la place Louise-de-Bettignies, le parvis de la Treille, la rue de Weppes,  la rue Thiers  en éventrant des  quartiers du cœur historique et, plus récemment, à l’extension du stade Grimonprez -Jooris qui aurait défiguré les abords de la Citadelle.
L’association milite en faveur du projet de remise en eau de la Basse Deûle (avenue du Peuple belge), projet remis sine die par la Ville.

## Activités
Renaissance du Lille Ancien dialogue avec les pouvoirs publics et conseille les personnes privées pour la création d’une architecture de qualité.
L’association organise des conférences, des visites en formant des guides agréés par la Caisse des Monuments historiques, des expositions, des voyages et, plus généralement, s’efforce de sensibiliser le public à la valeur du patrimoine lillois.
Son action a contribué à la désignation de Lille comme Ville d’Art en 1974.
Renaissance du Lille Ancien édite un bulletin semestriel. 

## Développement
L’action de Renaissance du Lille Ancien, limitée au cours de ses premières années au centre historique de Lille, s’est ensuite étendue à l’ensemble de la métropole et depuis 2016 à la région. 
En 2016, l’association a créé la Fondation Renaissance du Lille Ancien au sein de la Fondation de Lille.
Cette fondation participe au soutien financier de la restauration du patrimoine dans l’ensemble du Nord et du Pas-de-Calais et secteurs limitrophes,. 